# Mel Nash
Melvin „Mel“ Nash (* 13. August 1954) ist ein ehemaliger Schwimmer aus den Vereinigten Staaten, der je eine Gold- und Bronzemedaille bei Schwimmweltmeisterschaften sowie eine Goldmedaille bei Panamerikanischen Spielen gewann.

## Karriere
Mel Nash besuchte die High School in Monroeville, Pennsylvania. 1971 trat er bei den Panamerikanischen Spielen in Cali an und siegte über 100 Meter Rücken mit einer Sekunde Vorsprung vor seinem Landsmann John Murphy.
Als Student der Indiana University erreichte Nash 15 Endläufe bei den Meisterschaften der National Collegiate Athletic Association. Bei den ersten Weltmeisterschaften 1973 in Belgrad siegte die 4-mal-100-Meter-Freistilstaffel mit Mel Nash, Joe Bottom, Jim Montgomery und John Murphy mit vier Sekunden vor dem Quartett aus der Sowjetunion. Nash schwamm auch im Vorlauf der 4-mal-200-Meter-Freistilstaffel und der 4-mal-100-Meter-Lagenstaffel. Goldmedaillen für Einsätze im Vorlauf wurden aber erst zehn Jahre später eingeführt.
Zwei Jahre später bei den Weltmeisterschaften 1975 in Cali siegte Roland Matthes aus der DDR über 100 Meter Rücken mit 0,19 Sekunden Vorsprung vor John Murphy. 0,04 Sekunden hinter Murphy wurde Nash Dritter und schlug seinerseits 0,05 Sekunden vor Lutz Wanja an, dem zweiten Schwimmer aus der DDR. Nash schwamm in Cali auch im Vorlauf zweier Staffeln.
1975 graduierte Nash und wurde Trainer an der University of Texas at Arlington. Von 1979 bis 2004 war er dann Cheftrainer an der Texas A&M University. Später zog er nach Florida und war dort als Trainer tätig.